# Josiah Johnson Hawes
Pour les articles homonymes, voir Hawes.

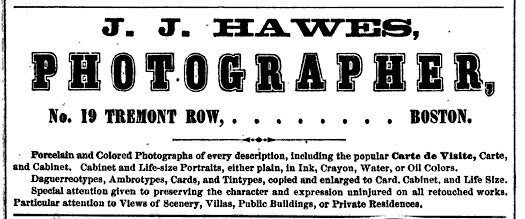
Réclame pour J.J.Hawes

Josiah Johnson Hawes (1808-1901) est un photographe de Boston au Massachusetts. Il fonde avec Albert Southworth le studio Southworth & Hawes, qui produit de nombreux portraits de qualité exceptionnelle dans les années 1840–1860.

## Biographie
Josiah nait à Wayland dans le Massachusetts en 1808. Apprenti charpentier, il s'essaye à la peinture. En 1841 il voit un daguerreotype pour la première fois, et c'est pour lui une révélation. Il fonde son studio à Boston avec Albert Southworth en 1843. Il se marie en 1849 avec la sœur de son associé. Leur partenariat dure jusqu'en 1863, puis il continue à faire des portraits et des vues de Boston jusqu'à sa mort en 1901.

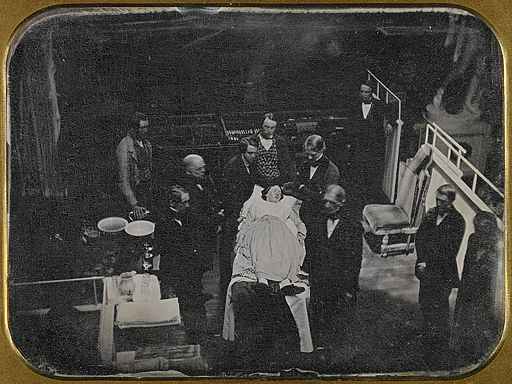
Demonstration of the Surgical Use of Ether, 1847
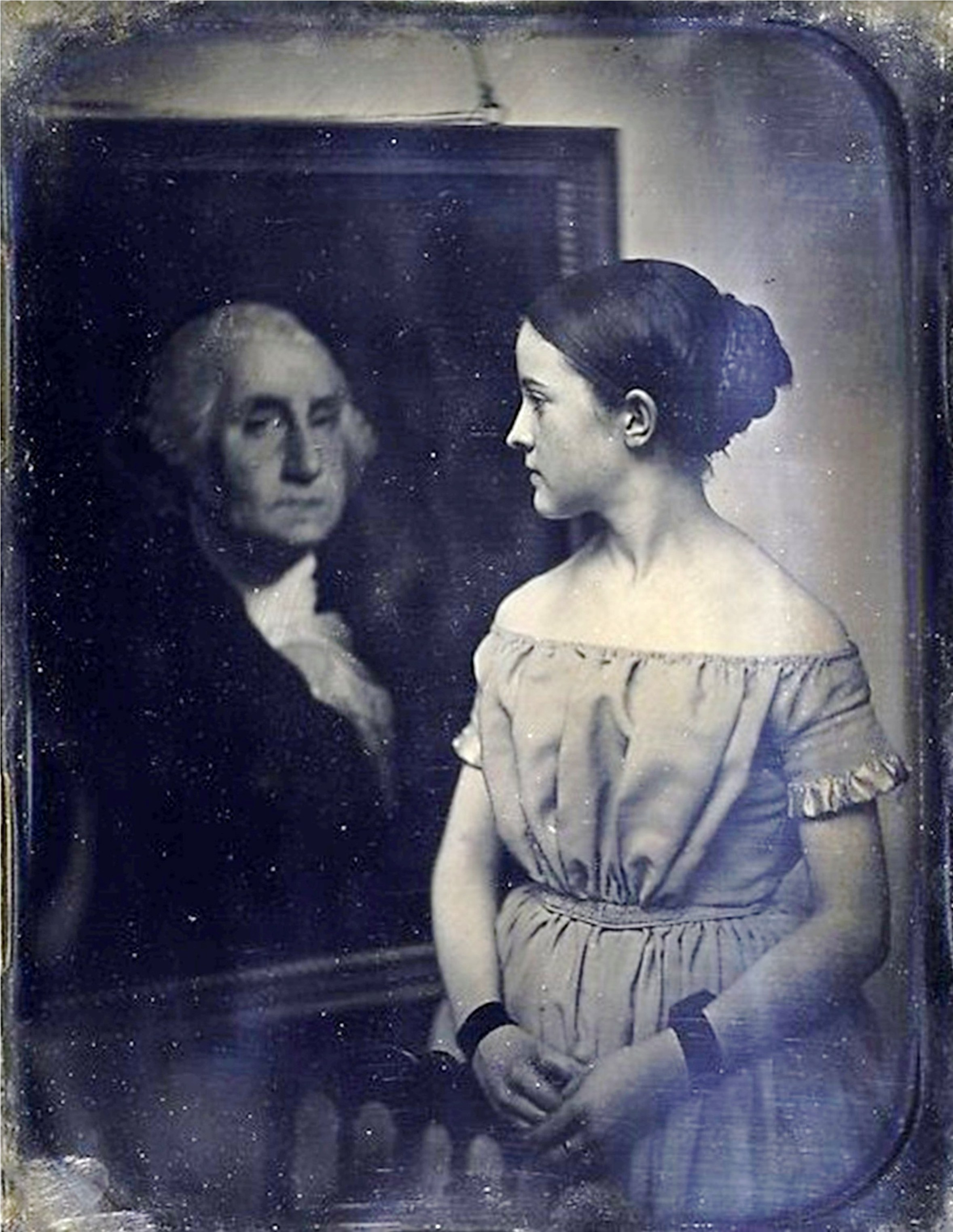
Jeune fille avec le portrait de George Washington, ca. 1850
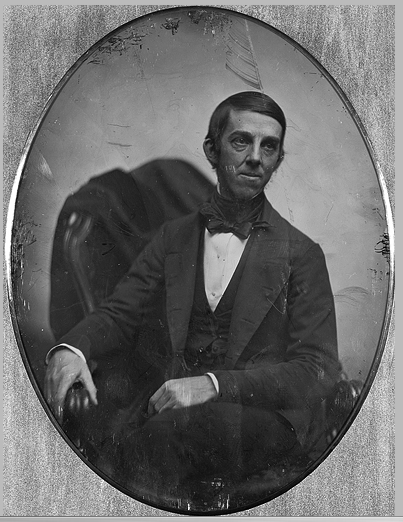
Oliver Wendell Holmes, Sr., ca.1850-1856
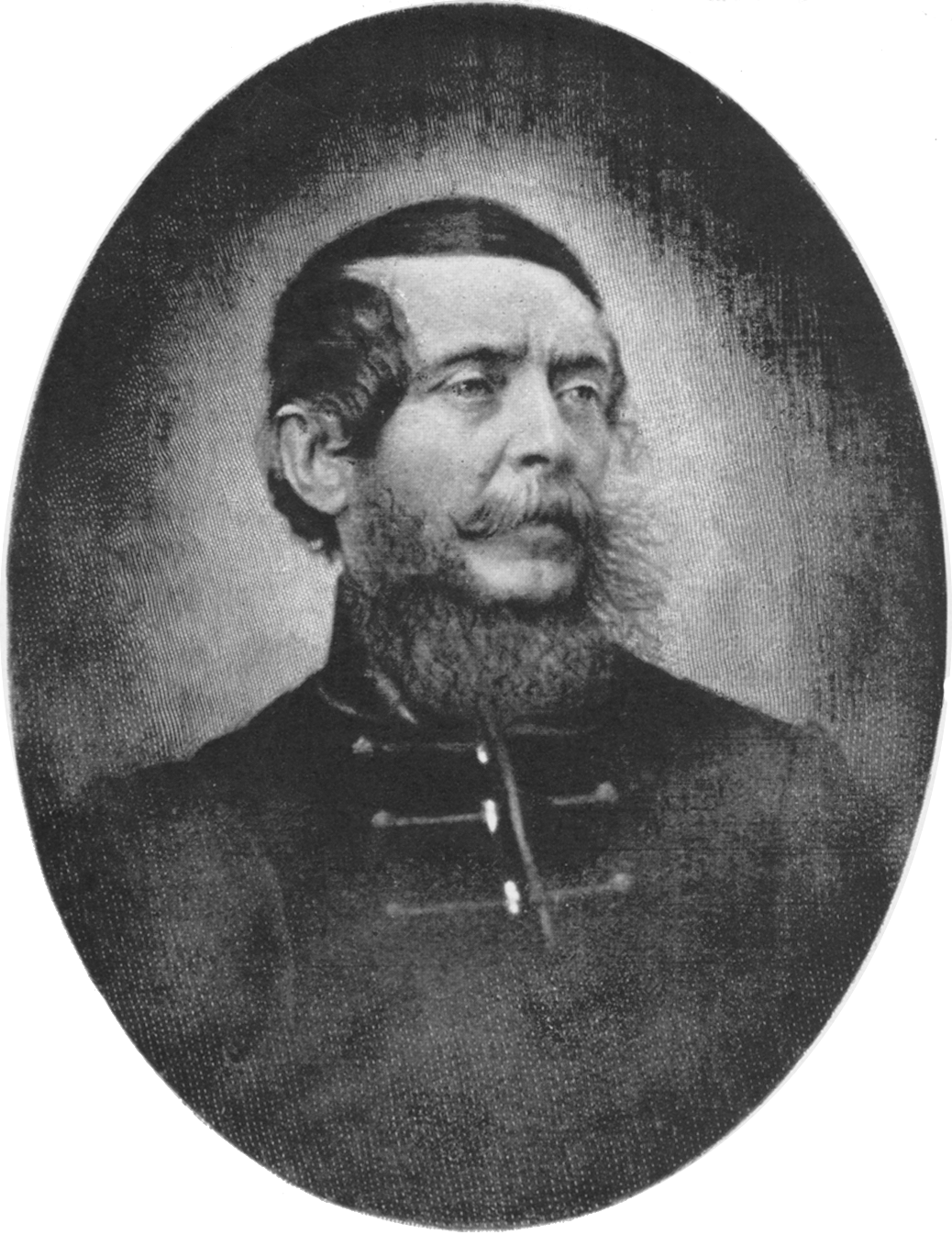
Lajos Kossuth, 1851

## Expositions
- 17 juin - 4 septembre 2005 : Young America : the daguerreotypes of Southworth & Hawes, International center of photography (ICP), New York[3]

puis 1er octobre 2005 - 8 janvier 2006 : George Eastman House, Rochester; 28 janvier - 2 avril 2006 : Addison gallery of American art, Andover.